# Teresa Eustochio Verzeri
Ignazia Verzeri, F.S.C.G. (31. července 1801, Bergamo – 3. března 1852, Brescia) byla italská římskokatolická řeholnice, zakladatelka a členka kongregace Dcer Nejsvětějšího Srdce Ježíšova. Katolická církev ji uctívá jako světici.

## Život
Narodila se dne 31. července 1801 v Bergamu jako nejstarší ze sedmi dětí Antonia Verzeriho a hraběnky Eleny Pedrocca-Grumelli. Její teta Antonia Grumelli byla řeholnicí a její bratr Girolamo Verzeri se stal dne 30. září 1850 biskupem v Brescii.
Na její studia dohlížel kanovník Giuseppe Benaglio, generální vikář diecéze Bergamo, a roku 1818 vstoupila do benediktinského kláštera Santa Grata v Bergamu, kde byla její teta abatyší. Zde se začala věnovat výuce dívek ze šlechtických rodin, avšak kvůli tehdejším zákonům vyžadujícím vyšší věk pro složení řeholních musela klášter opustit a vrátit se domů. Roku 1821 začala vyučovat na klášterní škole, do kláštera Santa Grata však znovu nevstoupila.
Utvořila komunitu sester, které se věnovaly výuce chudých dívek. Z této komunity vznikla nová ženská řeholní kongregace Dcer Nejsvětějšího Srdce Ježíšova, kterou založila spolu s Giuseppem Benagliem dne 8. února 1831. Jí založená kongregace, do které poté sama vstoupila a stala se její generální představenou, se rychle rozrostla o nové členky i řeholní domy v dalších městech. Spolu se svoji kongregací se kromě výuky věnovala péči o nemocné a další potřebné a zakládala také sirotčince.
Zemřela dne 3. března 1852 v Brescii. její ostatky jsou uchovávány v kapli mateřského domu jí založené kongregace v Bergamu.

## Úcta
Její beatifikační proces započal dne 23. srpna 1883, čímž obdržela titul služebnice Boží. Dne 2. dubna 1922 ji papež Pius XI. podepsáním dekretu o jejích hrdinských ctnostech prohlásil za ctihodnou.
Blahořečena byla dne 27. října 1946 v bazilice sv. Patra papežem Piem XII. Svatořečena pak byla dne 10. června 2001 na Svatopetrském náměstí papežem sv. Janem Pavlem II.
Její památka je připomínána 3. března. Bývá zobrazována v řeholním oděvu. Je patronkou jí založené kongregace.